# Pjotr Kotjetkov
Pjotr Anatoljevitj Kotjetkov, ryska: Пётр Анато́льевич Кочетко́в, född 25 juni 1999, är en rysk professionell ishockeymålvakt som är kontrakterad till Carolina Hurricanes i National Hockey League (NHL) och spelar för Chicago Wolves i American Hockey League (AHL).
Han har tidigare spelat för HK Sotji, SKA Sankt Petersburg, HK Vitjaz Podolsk och Torpedo Nizjnij Novgorod i Kontinental Hockey League (KHL); Dizel Penza, HK Rjazan och SKA-Neva i Vyssjaja chokkejnaja liga (VHL) samt Kapitan Stupino och Russkie Vitjazi Tjechov i Molodjozjnaja chokkejnaja liga (MHL).
Kotjetkov draftades av Carolina Hurricanes i andra rundan i 2019 års draft som 36:e spelare totalt.